# Luta (Lublin)
Pour les articles homonymes, voir Luta.
Luta (prononciation [ˈluta]) est un village de la gmina de Włodawa, du powiat de Włodawa, dans la voïvodie de Lublin, situé dans l'est de la Pologne.
Il se situe à environ 11 km au sud-ouest de Włodawa (siège de la gmina et du powiat) et 68 km à l'est de Lublin (capitale de la voïvodie).
Le village comptait une population de 37 habitants en 2011.

## Histoire
La ville est située non loin du centre d'extermination de Sobibór, les Allemands installent un camp de travail de 1940 à 1942. Plusieurs centaines de Juifs y meurent.

## Administration
De 1975 à 1998, le village était attaché administrativement à l'ancienne voïvodie de Chełm.

Depuis 1999, il fait partie de la nouvelle voïvodie de Lublin.